# Торговое право
Торговое право или коммерческое право — отрасль частного права, регулирующая деятельность в сфере торгового оборота. К предмету торгового права относят куплю-продажу товаров между профессиональными участниками рынка (без участия потребителей), регистрацию коммерческих юридических лиц, отношения коммерческого посредничества, оборот ценных бумаг и некоторые другие сферы.

## История
В разных странах торговое право могло выделяться как самостоятельная отрасль или полностью поглощаться гражданским правом. В первом случае имеет место так называемый дуализм частного права: параллельное существование двух отраслей, одна из которых регулирует отношения между предпринимателями, а другая — отношения с участием обычных граждан. В странах, где торговое право выделяется как отдельная отрасль, часто одновременно принимаются гражданский и торговый кодексы, причём общая часть гражданского кодекса содержит нормы, которые действуют и для торгового права. Так, вместе с кодексом Наполеона (1804) был принят Торговый кодекс Франции (1807), а в Германии в 1900 году вступили в силу Германское гражданское уложение и Германское торговое уложение. На смену Наполеоновскому торговому кодексу 1807 г. новая торговая кодификация пришла в 1999 г. со следующей структурой: 1) Общие положения о торговле; 2) О торговых товариществах и группах, объединенных экономическим интересом; 3) О некоторых формах продажи с исключительными условиями; 4) О свободе цен и конкуренции; 5) Об оборотных документах и гарантиях; 6) О трудном положении предприятий; 7) Об организации торговли; 8) О некоторых профессиях, подлежащих регламентации; 9) Положения, относящиеся к заморским территориям. К странам Западной Европы, в которых торговые кодексы отсутствуют, относятся Нидерланды и Италия; в таком случае речь идет о гражданском монизме, то есть о наличии только гражданского кодекса, без сопутствующей торговой кодификации. Некоторые исследователи также выделяют торговый монизм — систему, состоящую из Торгового кодекса, без сопутствующей гражданской кодификации (Единообразный торговый кодекс США).

## Развитие торгового права в России
Единого торгового кодекса в России нет. Отношения в сфере торговли регулируются гражданским законодательством, законодательством о защите прав потребителей, об обороте отдельных видов товаров и т.д. Впервые торговый документ в России был принят в 1653 году. Он регулировал всю внутреннюю торговлю в стране. Действие нового Торгового устава 1667 года распространилось также и на внешнюю торговлю России. При Николае I был принят новый Торговый устав. В 1887 году Устав был существенно переработан, он перестал быть сословно-купеческим, поскольку право вступать в торговые отношения было признано за всеми гражданами. В период советской власти предпринималась попытка принятия Торгового кодекса, была создана специальная комиссия по его разработке. Проект обсуждался пару лет, но после отказа от НЭПа и успешного строительства нетоварной экономики эти разработки стали невостребованы и были забыты.